# Geothlypis flavovelata
La mascarita de Altamira (Geothlypis flavovelata) es una especie de ave paseriforme de la familia Paridae endémica del noreste de México.
Su distribución se restringe al sur de Tamaulipas y norte de Veracruz, en lagunas costeras salobres y presas. La Unión Internacional para la Conservación de la Naturaleza la considera una especie en estado vulnerable.
Está emparentada cercanamente con la mascarita norteña (Geothlypis trichas), la mascarita norteña peninsular (Geothlypis beldingi) y la mascarita de Bahamas (Geothlypis rostrata). Algunos consideran que las cuatro especies forman una súper especie y de hecho podrían ser coespecíficas, aunque separadas geográficamente.
Los machos se distinguen de la mascarita norteña peninsular (en apariencia bastante parecida) porque la cabeza prácticamente sólo tiene negro (la máscara) y amarillo, mientras que el color oliváceo sólo se extiende de la nuca hacia la espalda. Las hembras de las cuatro especies son difíciles de dintinguir entre sí.